# Amata ragazzii
Amata ragazzii is een vlinder uit de familie van de spinneruilen (Erebidae), onderfamilie beervlinders (Arctiinae). De wetenschappelijke naam van de 
soort is voor het eerst geldig gepubliceerd in 1917 door Turati.
Deze nachtvlinder komt voor in Europa.